# Hugo Herrnhof
Hugo Herrnhof (Bolzano, 21 september 1964) is een Italiaans shorttracker.
Tijdens de Olympische Winterspelen 1994 won Herrnhof de gouden medaille in de relay. Herrnhof werd in 1988 wereldkampioen op de relay en in 1992 met het team.

## Resultaten

### Olympische Winterspelen
| Jaar | Plaats      | Resultaten          |
| ---- | ----------- | ------------------- |
| 1992 | Albertville | 8e relay 12e 1000 m |
| 1994 | Hamar       | relay               |

### Wereldkampioenschappen
| Jaar | Plaats    | Resultaten |
| ---- | --------- | ---------- |
| 1987 | Montreal  | relay      |
| 1988 | St. Louis | relay      |
| 1992 | Nobeyama  | team       |
| 1993 | Peking    | relay      |
| 1993 | Boedapest | team       |
| 1994 | Cambridge | team       |

## Privé
Herrnhof was getrouwd met de Italiaanse shorttrackster Cristina Sciolla.
1992: Kim, Lee, Mo, Song ·
1994: Carnino, Fagone, Herrnhof, Vuillermin ·
1998: Bédard, Campbell, Drolet, Gagnon ·
2002: Bédard, Gagnon, Guilmette, Tremblay, Turcotte ·
2006: Ahn, Lee, Seo, Song ·
2010: Bastille, Ch. Hamelin, F. Hamelin, Jean, Tremblay ·
2014: An, Grigorev, Jelistratov, Zacharov ·
2018: S. Liu, S.S. Liu, Knoch, Burján ·
2022: Ch. Hamelin, Dubois, Pierre-Gilles, Dion